# لفاع

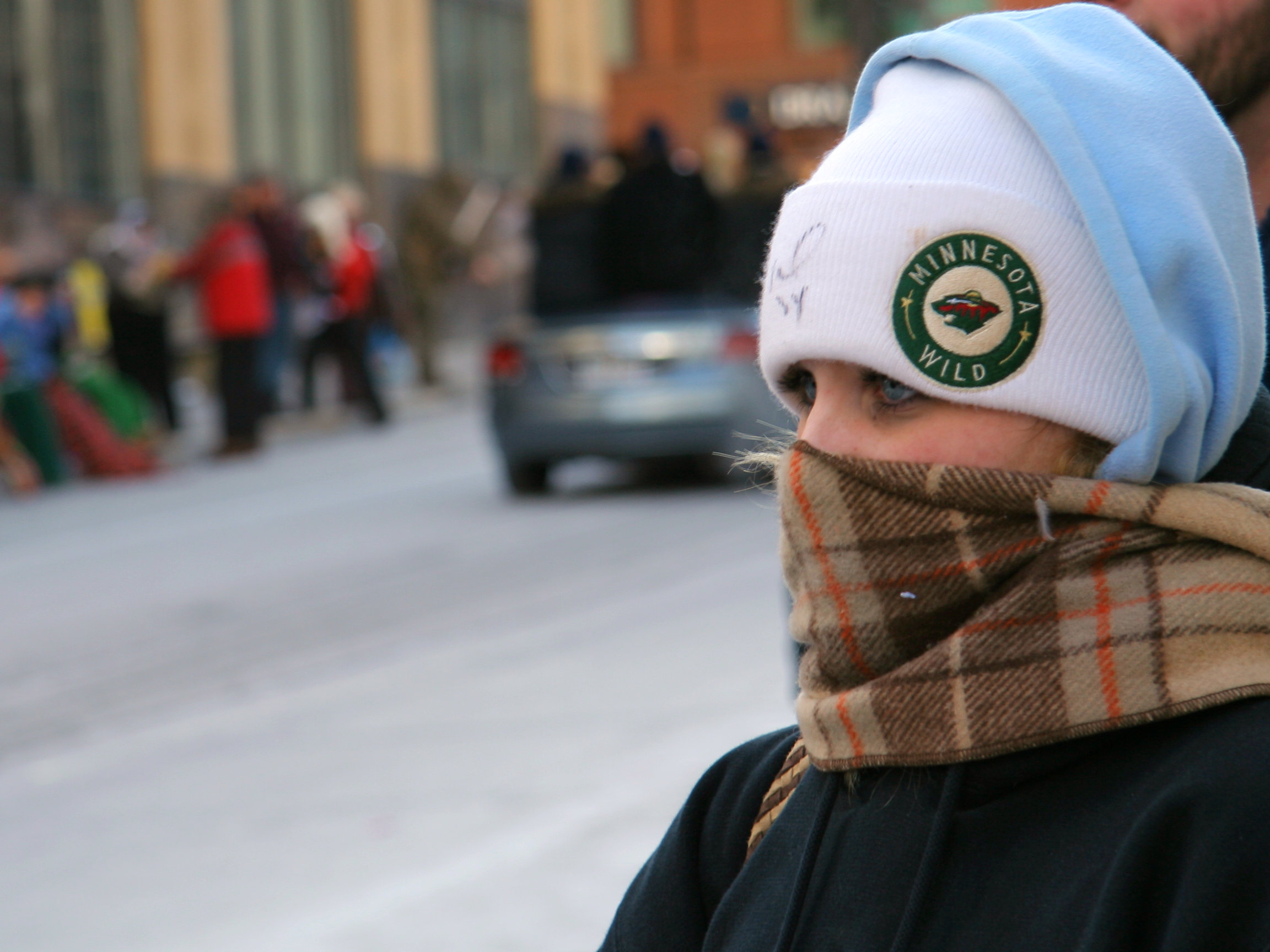
امرأة مرتدية لفاعاً وطاقية.

اللِفاع (الجمع: لُفُع، أَلْفِعَة) هو نوع من الملابس يرتديه كلا الجنسين في الجزء الأعلى من الجسم، وهو قماشة تلبس قرب الرأس أو حول الرقبة كوسيلة للتدفئة. أو الوقاية، ويستخدم أيضاً بكثرة في مجال الموضة، وتأكيد الاعتقاد والانتماء.

## الاستخدامات والأنواع
في الأجواء الباردة يستخدم اللفاع المغزول من الصوف، ويلف حول الرقبة للمزيد من الدفء. وتستخدم اللفاع المصنوع من الأقمشة الخفيفة في حالات أخرى طرحة عند المسلمات أو واقياً من الشمس والرمال.

## اللفاع في الرياضة
منذ بدايات القرن العشرين أي منذ عام 1900 وما بعده اشتهر استخدام اللفاع كتعبير عن الانتماء للأندية والفرق الرياضية. وظهرت خلال هذه الفترة العديد من الأشكال والمقاسات، يتم صنعها بألوان وشعارات تلك الفرق الرياضية. وفي تطور لاحق صار استخدام هذه الأوشحة كتعبير وأسلوب مميز لتشجيع الفرق خلال البطولات والمناسبات الرياضية.